# Otto Wilhelm Thomé
Otto Wilhelm Thomé (Köln, 22 de Março de 1840 — Köln, 26 de Junho de 1925) foi um pedagogo, ilustrador e botânico, conhecido pelos seus compêndios de ilustrações botânicas, com destaque para a obra Flora von Deutschland, Österreich und der Schweiz in Wort und Bild für Schule und Haus (Flora da Alemanha, Áustria e Suiça em palavras e imagens para a escola e o lar), publicado em 1885 em Gera (Alemanha). 

## Biografia
Otto Wilhelm Thomé doutorou-se em 13 de Dezembro de 1862 na Universidade de Bona (Rheinische Friedrich-Wilhelms-Universität Bonn) defendendo uma dissertação sobre uma espécie do grupo das cicutas, a Cicuta virosa e iniciou uma carreira no ensino das ciências da natureza.
O seu empenho cívico no tratamento dos feridos de guerra no decurso da Guerra Franco-Prussiana de 1870-1871 levou a que a 18 de Outubro de 1872 recebesse a medalha de agradecimento do esforço de guerra em aço (a Kriegsgedenkmünze aus Stahl). A 27 de Julho de 1876 foi nomeado reitor da escola pública de Viersen (Bürgerschule in Viersen) sendo transferido a 1 de Abril de 1880 para o lugar de reitor da escola central de Colónia (a höheren Bürgerschule in Köln na Spiesergasse). Foi promovido a Professor em 16 de Setembro de 1882.
Como professor trabalhou em diversas instituições de ensino secundário de Colónia, transferindo-se sucessivamente da höheren Bürgerschule para o Albertus-Magnus-Gymnasium, o Hansagymnasium, o Gymnasium Kreuzgasse e finalmente para a Handelshochschule Köln (a Escola de Comércio da Politécnica de Colónia).. Thomé, como a própria Handelshochschule enquanto instituição, eram membros da secção de Colónia da Sociedade Colonial Alemã (a Deutsche Kolonialgesellschaft).
Por iniciativa de Otto Wilhelm Thomé no ano de 1887 foi iniciada a instalação de um jardim botânico (o Botanischer Garten) nas proximidades da Vorgebirgstor da cidade de Colónia. O jardim, conhecido por Botanische Garten am Vorgebirgstor (Jardim Botânico de Vorgebirgstor) tinha em 1912 uma área de 1,5 ha, com cerca de 1 400 000 plantas, sendo utilizado para fins educativos pelas escolas de Colónia. Em resultado da construção em 1910 da estação ferroviária de mercadorias de Bonntor (Güterbahnhofs Bonntor), o jardim ficou com a sua área fortemente reduzida e as suas colecções foram transferidas em 1914 para o recém-aberto jardim Kölner Flora.
A 18 de Janeiro de 1895 foi condecorado com a cruz de 4.ª classe da Ordem da Águia Vermelha (Roter Adlerorden) e em 15 de Janeiro de 1898 recebeu a medalha comemorativa do 100.º aniversário do nascimento do imperador Guilherme I (Erinnerungs-Medaille zum 100.-Geburtstag Kaiser Wilhelm I.). Após mais de 30 anos de carreira no sistema educativo a 30 de Novembro de 1909 Otto Wilhelm Thomé aposentou-se e a 2 de Fevereiro de 1910 foi nomeado membro do Conselho Privativo do Governo (Geheim Regierungsrat). Durante a Primeira Guerra Mundial recebeu a 11 de Abril de 1917 a medalha de mérito por auxílio de guerra (Verdienstkreuz für Kriegshilfe).
Otto W. Thomé ficou sobretudo conhecido pela sua colecção de ilustrações botânicas, que publicou na monumental obra Flora von Deutschland, Österreich und der Schweiz in Wort und Bild für Schule und Haus. O primeiro de quatro volumes, com um total de 572 ilustrações botânicas, teve a sua primeira edição em 1885, em Gera. Os restantes volumes, perfazendo 700 ilustrações, foi publicado nos anos imediatos e a obra mereceu uma medalha de ouro na Exposição Internacional de Floricultura realizada em 1888 em Colónia (Internationalen Gartenbau-Ausstellung). Posteriormente, à obra inicial foram adicionados outros oito volumes, num trabalho coordenado por Walter Migula, com reedição completa em 1903.
O nome de Otto Wilhelm Thomé é o epónimo de algumas espécies, entre as quais Peperomia thomeana C.DC. e Ixora thomeana (K.Schum.) G.Taylor

## Ilustrações de Thomé

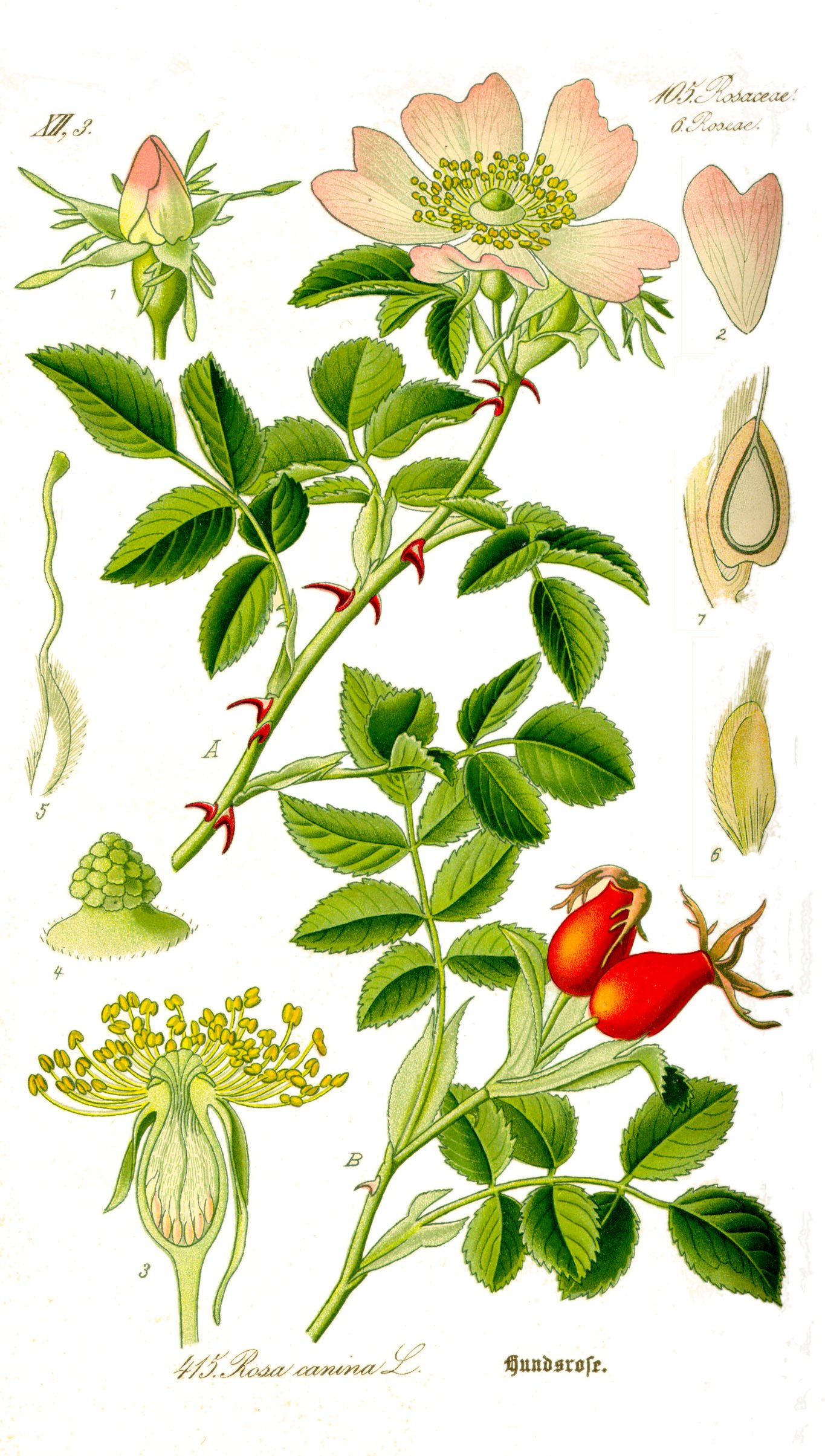
Rosa canina L.
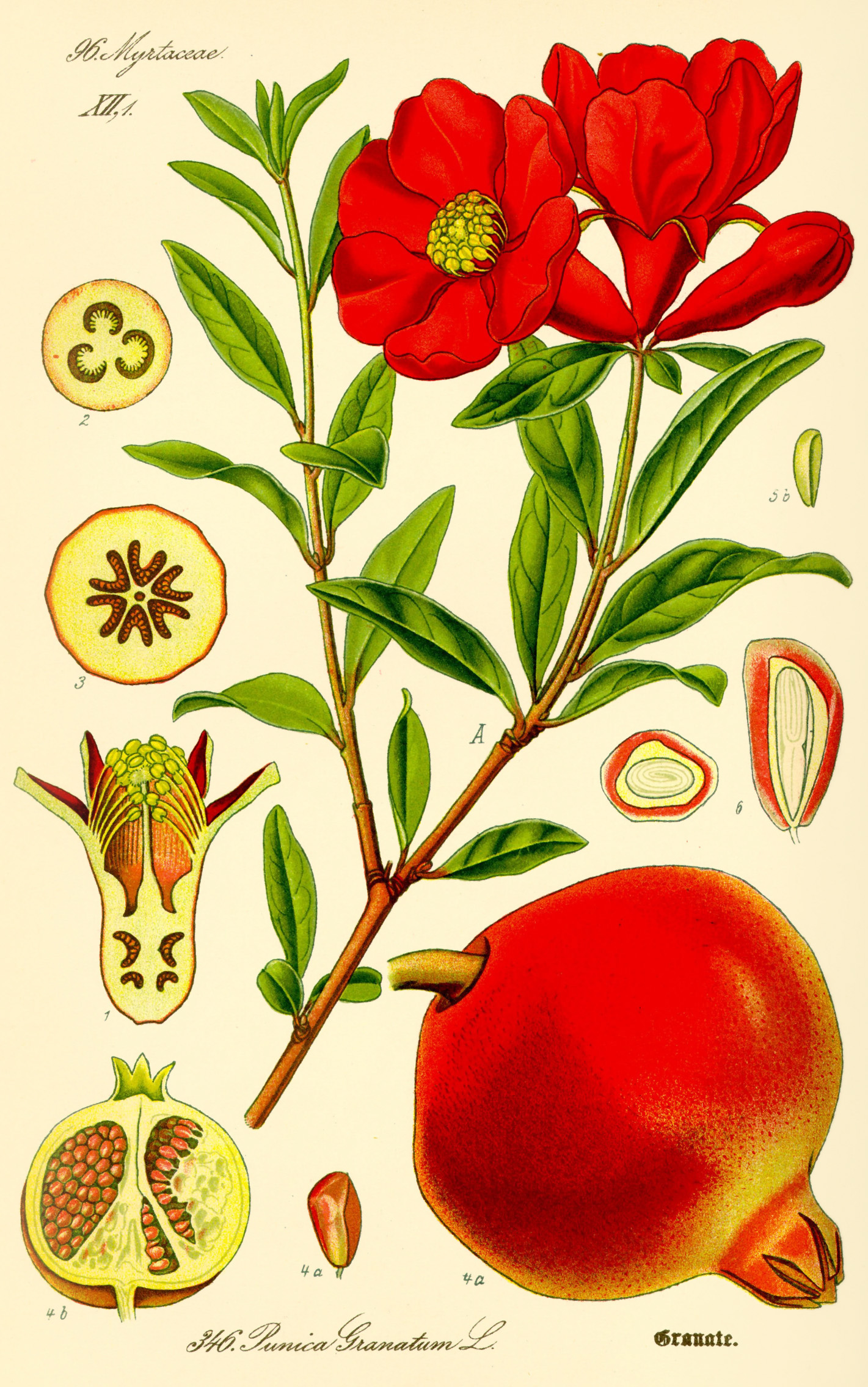
Punica granatum L.
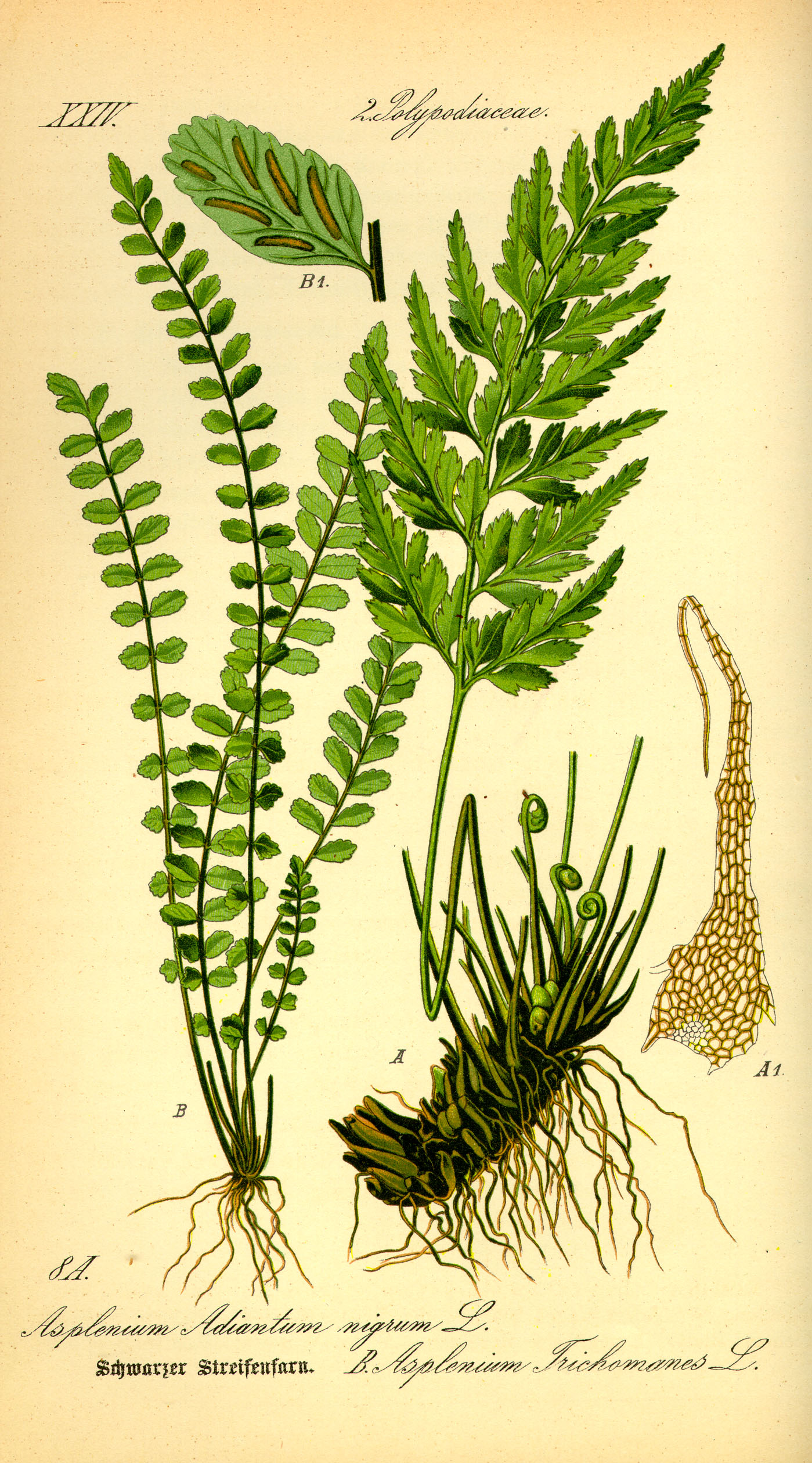
Asplenium trichomanes Thunb.
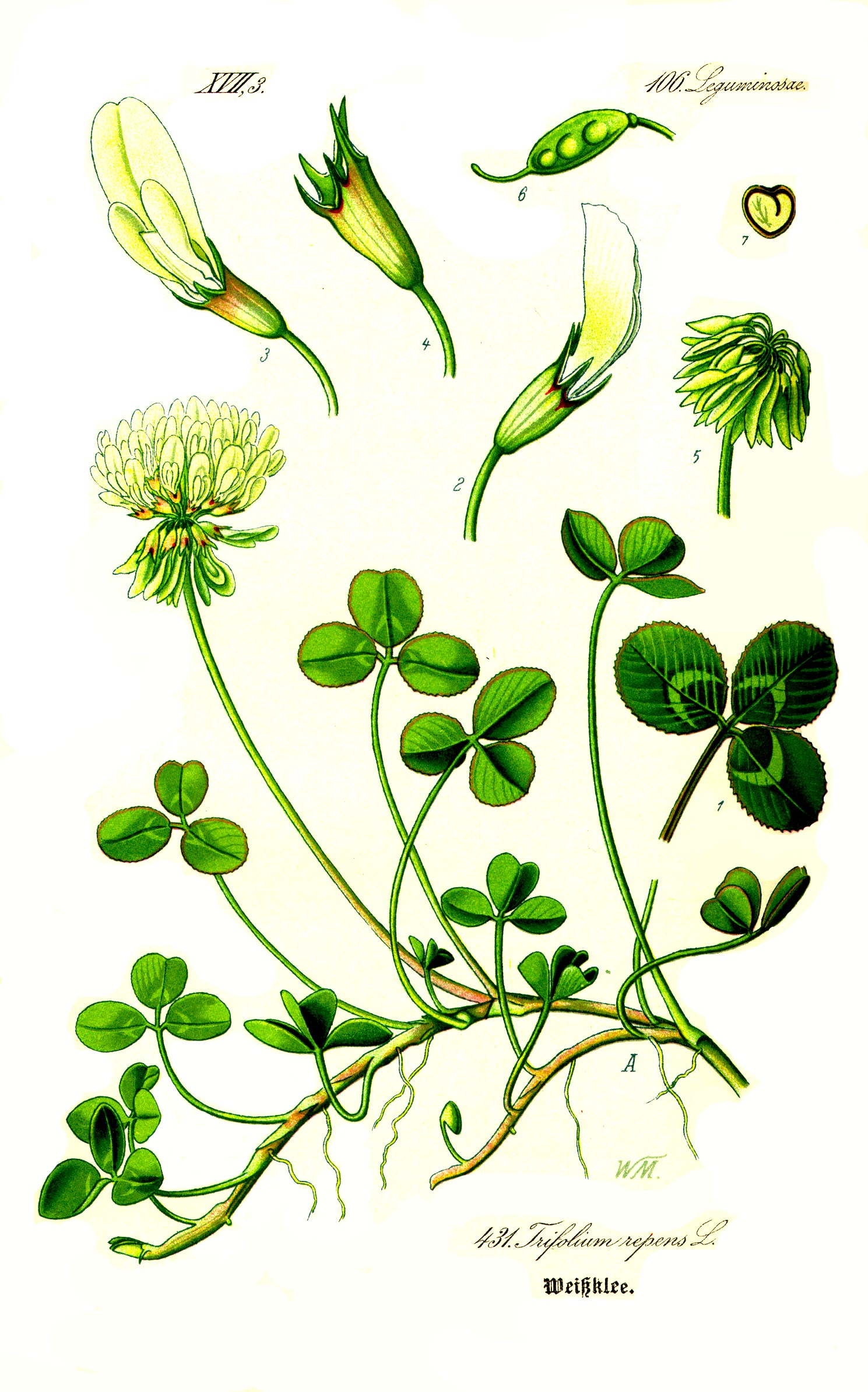
Trifolium repens L.